# The Slap (US-amerikanische Fernsehserie)
The Slap ist eine US-amerikanische Fernsehserie. Die Serie ist eine Adaption des Romans Nur eine Ohrfeige (OT. The Slap) des Autors Christos Tsiolkas wie auch von dessen australischer Fernsehadaption The Slap – Nur eine Ohrfeige. Die Adaption rückt die Handlung der Serie in die USA nach New York City. Melissa George übernimmt in der Serie dieselbe Rolle wie in der australischen Fassung.

## Inhalt
Die Miniserie dreht sich um die Nachwirkungen der Geburtstagsparty eines Stadtangestellten mittleren Alters, auf der der Erwachsene Harry ein Kind, Hugo, schlägt, nachdem Hugo Harry vors Bein getreten hat. Hugos Mutter, Rosie, besteht auf einer Strafanzeige und behauptet, dass Harrys Schlag eine posttraumatische Belastungsstörung bei Hugo verursacht habe. Obwohl Rosies Selbstdiagnose später entkräftet wird als Hugo erwähnt, wie sehr er es vermisst Harry zu sehen, kommt der Fall vor Gericht. Jede Episode erzählt die Geschichte aus der Perspektive eines anderen Charakters.

## Rezeption
Laut Felix Böhme vom Branchenportal Serienjunkies.de versucht sich das US-Network NBC mit der Serienadaption The Slap „an einem ruhig erzählten Qualitätsdrama, scheitert dabei jedoch auf gleich mehreren Ebenen.“ Der Kritik nach geht dem Format „leider jedwede Subtilität verloren, während der zugegeben sehenswerte Cast sich an extrem hölzernen Dialogen abarbeiten muss.“.